# Шомрон (регіональна рада)
32°13′51″ пн. ш. 35°19′46″ сх. д. / 32.230728° пн. ш. 35.329575° сх. д.
Шомрон (івр. מועצה אזורית שומרון, «Мо'аца Азоріт Шомрон») — ізраїльська регіональна рада на півночі Західного берега річки Йордан. Вона надає об'єднує 32 ізраїльські поселення. Станом на грудень 2020 року в районі юрисдикції ради проживало близько 47 200 осіб. Головні офіси розташовані в індустріальному парку Баркан. На логотипі Ради написано біблійні слова: «на гора́х самарійських ще будеш садити виноградники» (Єр. 31:5), що відображає виноробну промисловість регіону.
Міжнародне співтовариство вважає ізраїльські поселення на Західному березі незаконними згідно з міжнародним правом, але уряд Ізраїлю ігнорує це.
У серпні 2015 року Йосі Даґан був обраний на посаду голови регіональної ради з 62 % голосів.

## Географія
Територія ради складє 2 800 квадратних кілометрів, що відповідає приблизно 10 % території Держави Ізраїль в межах Зеленої лінії. Шомрон є другою за площею регіональною радою Ізраїлю.
Межі муніципалітету:

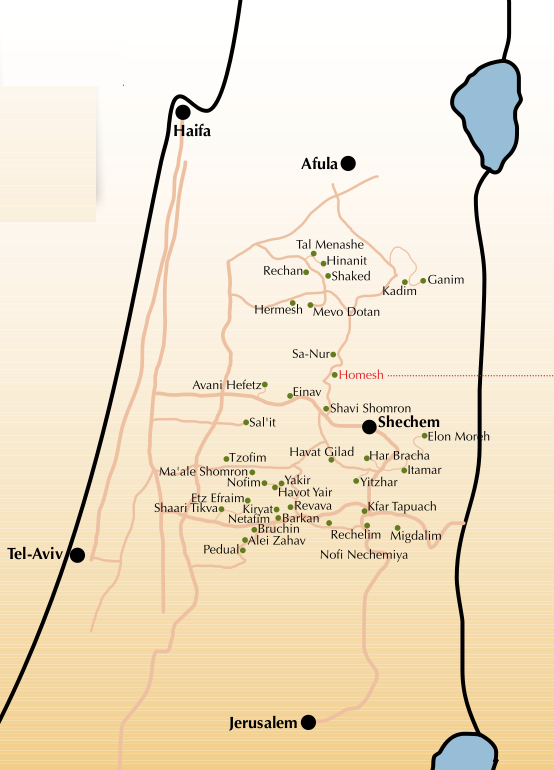
Карта громад Шомронської регіональної ради

- Північ: (колишні) поселення Ганім і Кадім, що доходять до перехрестя Меґідо.
- Захід: поселення Цофім, що доходить до Кфар-Сави.
- Південь: поселення Педуель та Алей-Загав.

Рада умовно поділяється на географічні регіони, де кожен регіон має свої особливості:
- Район Північного Шомрона: Хінаніт, Хермеш, Тель-Менаше, Мево-Дотан, Рейхан, Шакед. Усі громади є світськими, за винятком Тель-Менаше. Населення становить близько 2 тис.
- Центрально-західний Шомрон: Авней-Хефец, Баркан, Маале-Шомрон, Нофім, Саліт, Ейнав, Ец-Ефраїм, Педуель, Цуфім, Кір'ят-Нетафім, Ревава, Шавей-Шомрон, Якір — змішане населення (релігійні). Більшість громад є великими та добре розвиненими. Якщо додати до них місцеві органи влади в Самарії ([[Алфей-Менаше, Елкана, Іммануель, Карней-Шомрон, Кдумім, Ораніт і місто Арієль), усі вони розташовані в цьому регіоні, то єврейське населення налічує близько 60 тис.
- Гірські громади: Ілон-Море, Ітамар, Гар-Браха, Іцгар і далі на південь, Кфар-Тапуах, Рехелім і Мігдалім, з менш ніж 10 000 мешканців.

## Туризм
Місцева влада та жителі Шомрона відкрили регіон для місцевого та міжнародного туризму. Винарні, органічні ферми, історичні та біблійні місця перетворилися на туристичні об'єкти. Міністр туризму Ізраїлю Ярів Лавін сказав: «Я твердо вірю в туристичний потенціал Самарії. З особистого досвіду можу сказати, що я неодноразово бував у Самарії, і це цілком може бути найкрасивішим регіоном Ізраїлю».

### Місто-побратим
12 вересня 2016 року місто Гемпстед зі штату Нью-Йорк підписало Декларацію про співпрацю із регіональною радою Шомрон, як частину зусиль протидії руху «Бойкот, дивестиція та санкції». Документ підписали голова ради Йосі Даґан, міський керівник Ентоні Сантіно, члени ради Брюс Блейкман, Ентоні Д'Еспозіто та Едвард Амбросіно.

### Список населених пунктів
- Алей-Загав
- Авней Хефец
- Баркан
- Брухін
- Ейнав
- Елон-Море
- Ец-Ефраїм
- Гар-Браха
- Хермеш
- Хінаніт
- Ітамар
- Кфар-Тапуах
- Кір'ят-Нетафім
- Маале-Шомрон
- Мево-Дотан
- Міוдалім
- Нофім
- Педуель
- Рехелім
- Рейхан
- Ревава
- Саліт
- Шакед
- Шавей-Шомрон
- Тель-Менаше
- Цофім
- Якір
- Іцгар

### Зруйновані поселення
Під час виконання одностороннього плану розведення Ізраїлю у серпні-вересні 2005 року жителі чотирьох поселень були виселені, їхні будинки зруйновані, а землі передані палестинцям, включаючи територію, визначену в угодах Осло як зона «С», яка була під повним контролем Ізраїлю.
У північному Шомроні:
- Ганім
- Хомеш
- Кадім
- Са-Нур

## Виноски
1. ↑  (Hebrew). The Shomron Regional Council website. Архів оригіналу за 26 січня 2016. Процитовано 11 лютого 2016.
2. ↑  LOCALITIES AND POPULATION, BY MUNICIPAL STATUS AND DISTRICT (PDF). Israel Central Bureau of Statistics. 31 серпня 2021. с. 2. Архів оригіналу (PDF) за 20 жовтня 2021. Процитовано 16 березня 2022.
3. ↑  The Geneva Convention. BBC News. 10 грудня 2009. Архів оригіналу за 5 липня 2018. Процитовано 27 листопада 2010.
4. ↑  LAZAROFF, TOVAH (5 серпня 2015). Yossi Dagan wins election to head Samaria Regional Counci[[[sic]]]. Jerusalem Post. Архів оригіналу за 16 березня 2022. Процитовано 16 березня 2022. {{cite web}}: Назва URL містить вбудоване вікіпосилання (довідка)
5. ↑  Times of Israel. Settlement winery touts vino with a biblical vintage. Архів оригіналу за 28 вересня 2015. Процитовано 19 вересня 2015.
6. ↑  Minister Levin: Visit Samaria, it's the most beautiful region in Israel. 11 лютого 2015. Архів оригіналу за 29 жовтня 2020. Процитовано 16 березня 2022.
7. ↑  Colapietro, Diana "Town creates ‘sister’ relationship with Israeli region.
8. ↑  «In anti-BDS stand, Hempstead New York signs sister city pact with settler council» Jerusalem Post http://www.jpost.com/Israel-News/Politics-And-Diplomacy/In-anti-BDS-stand-Hempstead-New-York-signs-sister-city-pact-with-settler-council-467880 [Архівовано 16 березня 2022 у Wayback Machine.]